# Pseudolimnophila pallidicoxa
Pseudolimnophila pallidicoxa är en tvåvingeart som först beskrevs av Enrico Adelelmo Brunetti 1912.  Pseudolimnophila pallidicoxa ingår i släktet Pseudolimnophila och familjen småharkrankar. Inga underarter finns listade i Catalogue of Life.